# 브라질의 부통령
브라질의 부통령(브라질 포르투갈어: Vice-presidente do Brasil), 공식적으로 브라질 연방공화국의 부통령(브라질 포르투갈어: Vice Presidente da República Federativa do Brasil)은 브라질 행정부에서 대통령에 이어 두 번째로 높은 순위의 직함이다. 부통령의 주된 역할은 대통령의 사망, 사퇴 또는 탄핵으로 인해 대통령이 교체되거나, 그렇지 않은 상황이면 자신이 임무를 수행하는 것이다. 또는 일시적으로 대통령이 해외에 있을 때 임시로 대통령직을 수행하는 것이다. 부통령은 대통령 선거에서 대통령 후보의 지명으로 선거를 통해 선출된다.

## 같이 보기
- 브라질의 대통령
- 브라질의 대통령 목록